# Associazione Calcio Femminile Trento
L'Associazione Calcio Femminile Trento, meglio nota come Trento, è stata una società calcistica italiana con sede nella città di Trento, attiva nella promozione del calcio femminile. Ha militato in Serie A, la massima serie del campionato italiano femminile di calcio, nella stagione 2007-2008. Ha interrotto l'attività nel 2010.

## Storia
Nata nel 1985 come A.C.F. Trento Endas, ha raggiunto la prima promozione in Serie A al termine della stagione 2006-2007.
La stagione 2009-2010 è terminata con il piazzamento all'ultimo posto della classifica del girone A della Serie A2, di conseguenza la squadra è stata retrocessa in Serie B. In seguito, ha rinunciato a continuare l'attività ufficiale non iscrivendosi neanche al campionato regionale di Serie C Trentino-Alto Adige.

## Colori
I colori della maglia dell'A.C.F. Trento sono sempre stati il giallo e il blu, i colori della città.

## Società

### Organigramma societario
- Mauro Baroni - Presidente
- Isabella Casagranda - Vice presidente
- Elisa Bruni - Consigliere
- Gabriele Oliari - Segretario
- Lorenzo Casagranda - Direttore sportivo
- Marco Fontana- Addetto stampa

### Staff tecnico
- Mauro Baroni - Allenatore prima squadra
- Gianni Benedetti - Preparatore atletico
- Vittorio Mariotto - Preparatore portieri
- Flavio Apolloni - Medico sociale
- Giuseppe Slompo - Dirigente accompagnatore
- Sergio Gadda - Allenatore Under 19
- Gabriele Oliari - Assistente allenatore
- Daniela Dorigoni - Allenatore Under 14

## Statistiche

### Partecipazione ai campionati
| Livello | Categoria | Partecipazioni | Debutto   | Ultima stagione | Totale |
| ------- | --------- | -------------- | --------- | --------------- | ------ |
| 1º      | Serie A   | 1              | 2007-2008 | 2007-2008       | 1      |
| 2º      | Serie B   | 6              | 1993-1994 | 2001-2002       | 12     |
| 2º      | Serie A2  | 6              | 2003-2004 | 2009-2010       | 12     |
| 3º      | Serie B   | 1              | 2002-2003 | 2002-2003       | 1      |